# Karaoke
Karaoke (カラオケ) er en form for interaktiv underholdning eller videospil, hvor amatører synger i en mikrofon til musikvideoer. Musikken er typisk kendte popsange men uden sangstemme. Teksten vises normalt på en skærm sammen med et symbol der flytter sig, skiftende farver eller musikvideobilleder til at hjælpe sangeren på vej.
Karaoke startede i Japan i begyndelsen af 1970'erne og er siden blevet udbredt verden over. Udtrykket er sammensat af ordene kara (空), der betyder tomt, og 'ookesutora (オーケストラ), der betyder orkester.

## Historie
Karaoke blev opfundet af Daisuke Inoue (* 10. Mai 1940 i Osaka), der i 1971 udlejede de første elleve selvbyggede karaoke-apparater til barer i Kobe. Da han imidlertid ikke tog patent på konceptet, og de nødvendige apparater og cd'er snart efter også blev produceret af virksomheder i underholdningsindustrien, tjente han stort intet på sin sidenhen verdenskendte opfindelse. Til gengæld fik han Ig Nobelprisen for fred i 2004 "for at opfinde karaoke og derved skaffe en helt ny måde for folk at lære at tolerere hinanden."
I mellemtiden er det også blevet muligt at downloade karaoketitler fra internettet for efterfølgende afspilning på medier som Playstation 2, X-box, dvd og computer. Derudover findes der blandt de sociale netværk på World Wide Web også karaoke-fællesskaber. Der kan man lade sine egne præstationer forblive "skjulte", indtil man er tilfreds, hvorefter de andre medlemmer så som regel vil bedømme dem. Siden 2004 kan man også forsøge sig med karaoke i let tilpasset form på spillekonsoller med spil som SingStar (Playstation), We Sing (Wii) og forskellige efterligninger.
Navnet bruges også om andre beslægtede underholdningsformer som f.eks. Powerpoint-Karaoke, hvor deltagerne holder mere eller mindre morsomme foredrag baseret på tilfældigt udvalgte PowerPoint-præsentationer fra internettet, som de ser for første gang ved deres optræden. En nyere trend fra USA er den såkaldte Urban Karaoke. Her bliver der ved hjælp af en speciel app indsat interaktive munde på en smartphone til skabelse af usædvanlige musikalske optrædener, uden at man skal synge selv. App'en imiterer menneskelige måder at synge og tale på basis af matematisk og kvantitativ lingvistik, der så gengives i form af video i høj opløsning i realtid.
Slutteligt kan som et kuriosum nævnes, at verdensrekorden i karaoke for grupper blev sat ved en begivenhed på et hotel i byen Tamworth i Staffordshire i Storbritannien, hvor deltagerne fra 30. december 2009 til 1. februar 2010 sang i 781 timer og 31 minutter. Verdensrekorden for enkeltpersoner blev sat af Leonardo Polverelli i Pesaro i Italien. I perioden fra 19. til 23. september 2011 sang han i 101 timer, 59 minutter og 15 sekunder og kom igennem i alt 1.295 sange.

## Teknik
Musikken der afspilles er optaget uden ledende sangstemme (men evt. med kor) og afspilles i form af specielle karaoke-cd'er, typisk i CD+G-format. Udover instrumentaludgaven af det pågældende stykke musik, indeholder den også tekst. Når cd'en afspilles hører sangeren og tilskueren musikken, mens teksten afspilles på en skærm, hvorefter sangeren så skal forsøge at synge den pågældende tekst i takt med musikken. Til orientering bliver den relevante del af teksten for det meste vist med farve eller en animation. Bag teksten kan der afspilles en musikvideo, men som oftest afspilles i stedet en specielt lavet video eller tilfældige animationer, så der ikke behøves betales ekstra for rettighederne til musikvideoen også. Den nyeste generation er de såkaldte All-In-One Karaoke systemer (Magic Sing, Magic Mic, Magic Singalong). Her er musikudvalget gemt på en udskiftelig chip i mikrofonen, hvad der reducerer sliddet på apparaterne ved brug betydeligt.
Endnu en mulighed er gengivelse af karaokemusik ved hjælp af lydkortet på en computer. Der findes en række forskellige karaokeprogrammer, der typisk arbejder med specielle MIDI-filer. Udover information om musikken indeholder de også tekst og har typisk filnavnet .KAR (i stedet for .MID). Både programmer og mange musikfiler kan til dels fås gratis som freeware.

## Karaokebarer
I Asien er det mange steder muligt at leje specielle karaokerum. Alt efter størrelsen har disse rum plads til grupper af forskellig størrelse. I modsætning til offentlige begivenheder er det diskret, og det beskytter mod uinviterede eller fremmede gæster. Rummet indeholder en sanganlæg og en computer med liste over mulige sange, hvortil kommer muligheden for room service. Mange hotelværelser og mindre beværtninger har også egne karaokeanlæg med ofte over 100.000 titler at vælge imellem. I storbyer som Taipei er der særlige huse til K-TV med etager fulde af karaokerum. Det hører dog med til historien, at K-TVs i mange lande også er steder for illegal prostitution på linje med tehuse og massageklinikker.
Den sydkoreanske betegnelse for karaoke er noraebang (노래방), der betyder sangrum. I en koreansk noraebang-bar findes der typisk en række adskilte lydisolerede rum for små og mellemstore grupper. For det meste har et rum to mikrofoner, et katalog med den musik der kan vælges og en fjernbetjening, der styrer valg af sange, projektør og lærredet, hvor tekst og baggrundsbilleder bliver vist. Udover koreanske sange er der som regel også mange på engelsk og lejlighedsvis også på andre sprog.
I Europa er karaoke også udbredt og kan findes i diskoteker og steder, hvor folk er på ferie. Her sker det som regel, at fremmede også hører på de optrædende. Også karaokekonkurrencer bliver stadigt mere populære.